# Теребень (сельское поселение село Кудрявец)
Теребень — деревня в Хвастовичском районе Калужской области. Входит в состав сельского поселения «Село Кудрявец».

## Физико-географическое положение
В 12 км к востоку от села Хвастовичи, 18 км от границы Брянской областью. Железнодорожная станция на ветке Брянск — Дудорово, в 60 км от Брянска ныне не существующей.

## История
Упоминается в середине XVIII века как деревня прихода села Кудрявец.  С 1777 года в составе Жиздринского уезда. С 1861 года являлся центром Теребенской волости. С 1920 года в составе Брянской губернии.

## Население
| 2002 | 2010 |
| ---- | ---- |
| 513  | ↘452 |